# Мартін Іден (фільм)
«Мартін Іден» — радянський телефільм-спектакль, поставлений Сергієм Євлахішвілі за однойменним романом Джека Лондона. Вперше демонструвався ЦТ СРСР 22, 23 і 24 вересня 1976 року.

## Сюжет
Дія відбувається в США на початку XX століття. Молода людина Мартін Іден знайомиться з дівчиною із буржуазного середовища — Руф'ю Морз, в яку відразу закохується. До цього простий моряк, він намагається домогтися успіху в житті, щоб відповідати своїй коханій. Він повністю змінює спосіб життя, починає займатися самоосвітою і вирішує стати популярним письменником. Працьовитість, залізна воля і цілеспрямованість ведуть його до мети. «Мартін Іден».

## У ролях
- Юрій Богатирьов —  Мартін Іден / Джон Месснер
- Ірина Печерникова —  Руфь Морз / Тереза 
- Леонід Філатов —  Бріссенден
- Ольга Остроумова —  Ліззі Коннолі
- Мікаела Дроздовська —  місіс Морз
- Микола Тимофєєв —  містер Морз
- Зінаїда Славіна —  Марія Сільва
- Ніна Архипова —  Гертруда
- Микола Гриценко —  чоловік Гертруди
- Володимир Віхров —  Артур
- Анатолій Кацинський —  Грехем
- Євген Карельських —  Джо
- Наталія Швець —  Мейбл
- Володимир Іванов —  репортер
- Юрій Катін-Ярцев —  бібліотекар
- Альберт Буров —  Блоунт
- Олександр Філіппенко —  слуга Бріссендена (в титрах не вказаний)
- Ніна Бродська — вокал (озвучила ресторанну співачку)

## Творці вистави
- Режисер —  Сергій Євлахішвілі
- Оператор — Борис Лазарев
- Композитор —  Олексій Мажуков
- Художник — Ольга Левіна
- Виробництво — Головна редакція літературно-драматичних програм ЦТ